# 瓦爾薩山
12°36′31″S 75°28′18″W / 12.60861°S 75.47167°W
瓦爾薩山（Walsa），是秘魯的山峰，位於該國中部胡寧大區，由萬卡約省的上瓊戈斯區負責管轄，屬於安地斯山脈的一部分，海拔高度4,800米。